# McDonnell Douglas/BAe T-45 Goshawk
McDonnell Douglas (dnes Boeing) T-45 Goshawk je podstatně upravená verze proudového cvičného letounu působícího na pozemních základnách BAE Hawk. Letoun vyráběly společnosti McDonnell Douglas (v současnosti Boeing) a British Aerospace (v současnosti BAE Systems) a je používán americkým námořnictvem (US Navy) s možností působit na letadlových lodích.

## Vývoj

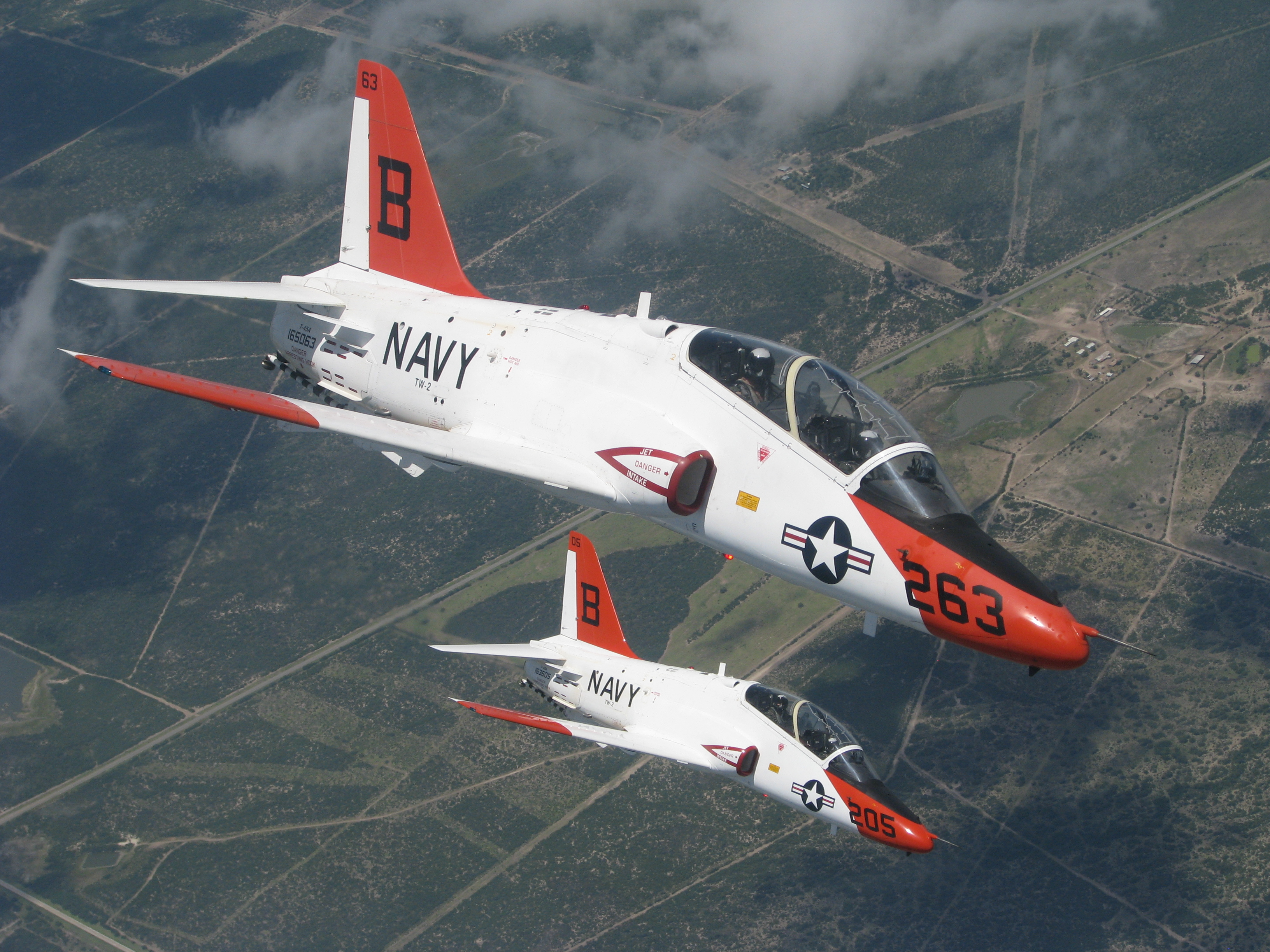
Dvojice letounů T-45A Goshawk provádí cvičný let nad Texasem.

T-45 Goshawk je verzí letounu Hawk Mk.60, která je plně schopná operovat z letadlových lodí. Letoun byl vyvinut pro americké námořnictvo (US Navy) a námořní pěchotu (USMC) jako proudový cvičný letoun.
Původ letounu Goshawk sahá až do 70. let 20. století, kdy se US Navy začalo rozhlížet po náhradě za cvičné letouny North American T-2B/C Buckeye a TA-4J Skyhawk. Program zavedení nového cvičného letounu zahájilo námořnictvo v březnu 1978. Společnosti British Aerospace a McDonnell Douglas předložili verzi letounu Hawk. Tento návrh nakonec zvítězil a kontrakt na letouny T-45 byl uzavřen v roce 1981.
Letoun Hawk však nebyl navržen pro působení na letadlových lodích, a proto bylo nutné provést velké množství změn, aby bylo možné vyhovět požadavkům námořnictva. To zahrnovalo zlepšení ovladatelnosti letounu při nízkých rychlostech a snížení přistávací rychlosti. Další změny se týkaly zesílení draku, pevnějšího a širšího podvozku s možností startu pomocí katapultu a přidání přistávacího háku. Přední podvozek obdržel dvě kola. Goshawk rovněž obdržel nově navržené křídlo, na jehož celou náběžnou hranu byly integrovány pohyblivé sloty a zvětšené ocasní plochy. 
Letoun T-45 je dolnoplošník s jednoduchými ocasními plochami. Křidélka, vodorovné ocasní plochy a vztlakové klapky jsou ovládány hydraulicky. Všechny hlavní systémy jsou zdvojeny. Kabina posádky je přetlaková a je vybavena vystřelovacími sedadly Martin Baker 10LH s parametry "nula-nula". Zadní sedadlo, určené pro instruktora, je umístěno výš než přední pro jeho lepší výhled. Kryt kabiny se odklápí na pravou stranu. Původní brzdící štít, který je u letounu Hawk umístěn ve spodní zadní části letounu, je nahrazen dvěma perforovanými štíty na bocích letounu, protože v místě původního štítu se nachází přistávací hák. Před ním je umístěna kýlová plocha, která zlepšuje stabilitu letounu při vyšších rychlostech.
Letoun Goshawk poprvé vzlétnul v kalifornském Long Beach 16. dubna 1988, druhý prototyp jej následoval v listopadu téhož roku. Do zkušební operační služby vstoupil v roce 1991. První letouny byly dodány již v říjnu 1990 zkušebnímu centru US Navy v NAS Patuxent River. BAE Systems vyrábí zadní část trupu, vstupy vzduchu a vertikální stabilizátor v Samlesbury a křídlo v Brough v Anglii. Boeing, který se v roce 1997 sloučil se společností McDonnell Douglas, vyrábí zbytek letounu a kompletuje jej v St. Louis, stát Missouri.
16. března 2007 US Navy obdrželo dvoustý stroj. Požadavek zní na 223 letounů, a plánuje se, že budou sloužit nejméně do roku 2035.

## Operační historie

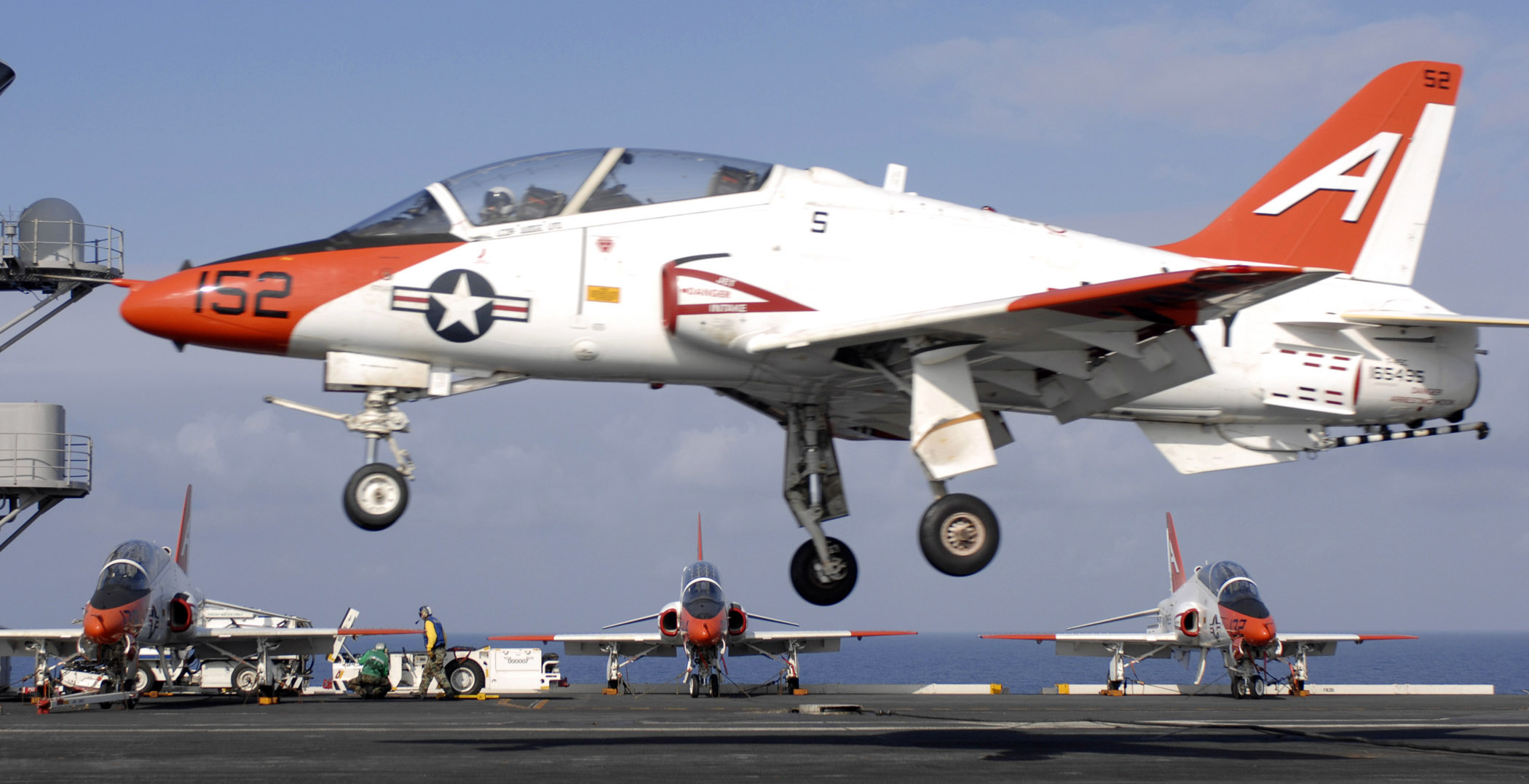
T-45 se přibližuje k palubě letadlové lodi USS Harry S. Truman (CVN-75) při provádění manévru " dotkni se a leť ".

Jako první jednotka byla na T-45A od února 1992 přezbrojena výcviková letka VT-21 „Redhawks“. Od roku 1999 jsou letouny T-45 používány k středně pokročilému a pokročilému výcviku v rámci Prvního cvičného leteckého křídla (Training Air Wing One) na námořní letecké základně Meridian, stát Mississippi a od září 1994 Druhého cvičného leteckého křídla (Training Air Wing Two) na námořní letecké základně Kingsville v Texasu. Zde je jako první získala letka VT-7 „Eagles“. Od konce roku 2002 s Goshawky začala cvičné lety jednotka VT-9 „Tigers“. Od září 2008 byla na T-45 plně přezbrojena letka VT-86 „Sabrehawks“, která je součástí Šestého cvičného leteckého křídla (Training Air Wing 6) na námořní letecké základně Pensacola na Floridě.
Námořnictvo používá letouny T-45A a T-45C. Prvních 83 exemplářů T-45A, které vstoupily do zkušební operační služby v roce 1991, mají klasický analogový kokpit, zatímco novější T-45C, které jsou dodávány od prosince 1997 mají již kokpit s digitálními přístroji. Všechny letouny T-45A budou časem přestavěny na variantu T-45C v rámci programu „T-45 Required Avionics Modernization Program“. 

## Varianty

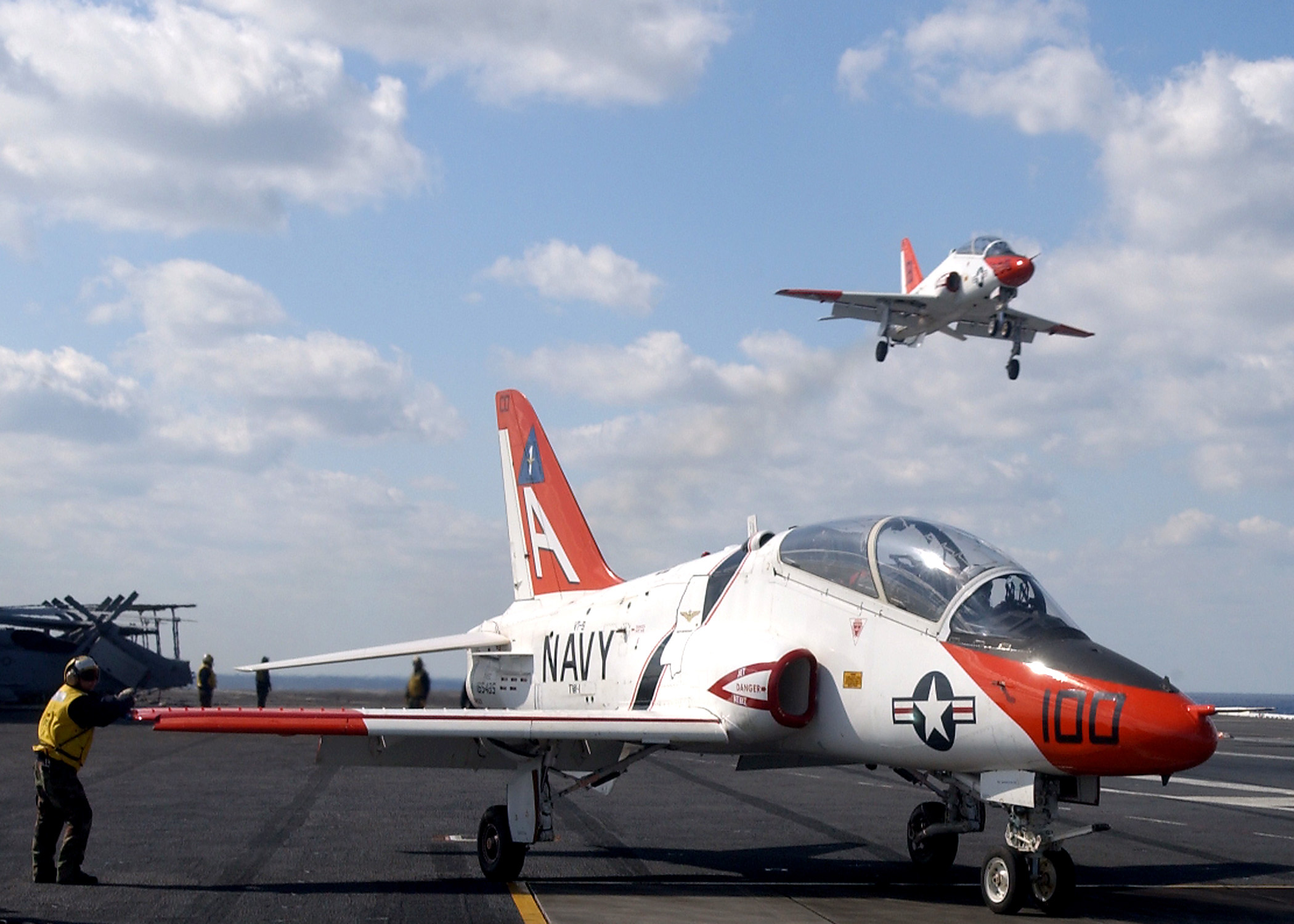
T-45 působící na letadlové lodi USS Theodore Roosevelt (CVN-71).

T-45A
Dvousedadlová verze pro základní a pokročilý výcvik pilotů US Navy. První stroj byl zalétán v říjnu 1990.
T-45B
Plánovaná verze pro US Navy pro působení jen z pozemních základen. Letoun měl být vlastně původní letoun Hawk s kokpitem US Navy bez možnosti působit na letadlových lodích. Námořnictvo tuto verzi původně chtělo pro urychlení dodávek a rychlé zahájení výcviku, ale nakonec byla tato myšlenka v roce 1984 opuštěna ve prospěch levnější úpravy stávajících letounů TA-4J a T-2 Buckeye.
T-45C
Vylepšený letoun T-45A s digitalizovaným kokpitem od izraelské společnosti Elbit Systems, navigačním systémem a novým HUD od Smiths Industries. Již postavené letouny T-45A jsou upravovány na standard T-45C.

## Uživatelé
Spojené státy americké
- Námořnictvo USA (Americké námořnictvo)

## Specifikace (T-45A)

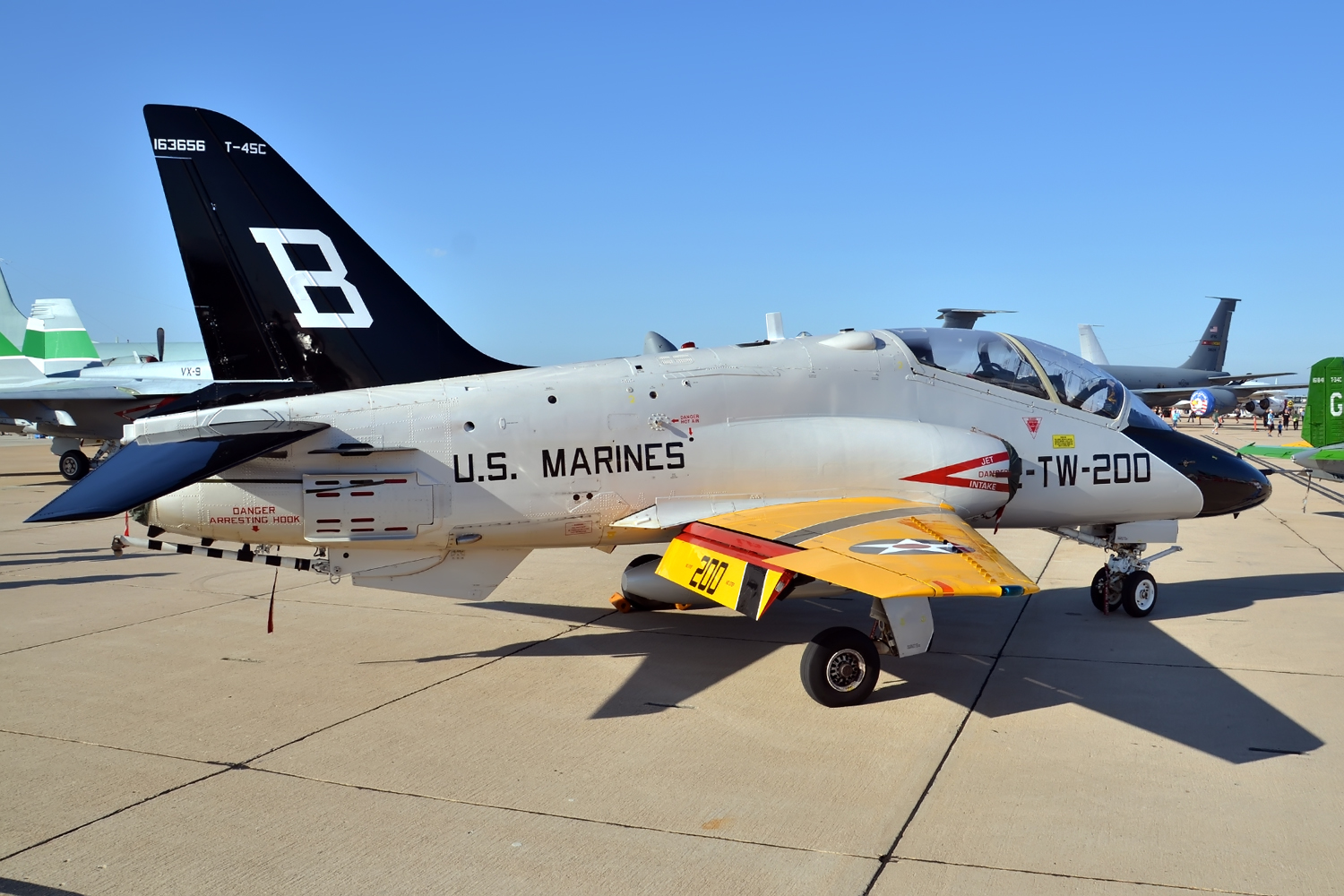
McDonnell Douglas T-45C Goshawk

Data pocházejí z „The International Directory of Military Aircraft“ a „Navy fact file“. 

### Technické údaje
- Posádka: 2
- Rozpětí: 9,39 m
- Délka: 11,99 m
- Výška: 4,08 m
- Nosná plocha: 17,7 m²
- Plošné zatížení: 360,8 kg/m²
- Prázdná hmotnost: 4 460 kg
- Max. vzletová hmotnost : 6 387 kg
- Pohonná jednotka: 1× dvouproudový motor Rolls-Royce Turbomeca F405-RR-401 (Adour)
- Výkon pohonné jednotky: 26 kN

### Výkony
- Cestovní rychlost: 796 km/h[9] ve výšce ? m
- Maximální rychlost: 1 038 km/h (560 uzlů, 645 mph) ve výšce 2 440 m (8 000 stop)
- Dolet: 1 288 km
- Dostup: 12 950 m (42 500 stop)
- Stoupavost: 40,6 m/s

### Výzbroj
- Obvykle žádná. Letoun má po jednom závěsníku pod každým křídlem, na který je možno zavěsit cvičné bomby, rakety nebo přídavné nádrže. Na jeden závěs pod trupem je možno umístit kontejner pro přepravu nákladu.